# Euroleague Basketball 2014-2015
L'Eurolega di pallacanestro 2014-2015 (chiamata per il 5º anno Turkish Airlines Euroleague per motivi di sponsorizzazione) è stata la 15ª edizione del massimo campionato tra club europei organizzato dall'ULEB. Considerando anche le edizioni di Coppa dei Campioni, precedentemente organizzate dalla FIBA Europe, si è trattata della 58ª edizione della massima competizione cestistica europea per club.
Il trofeo è stato conquistato dal Real Madrid (al 9º titolo di Campione d'Europa) nella Final Four disputata dal 15 al 17 maggio al Palacio de Deportes di Madrid.

## Assegnazione delle licenze

### Licenza A
| #  | Squadra          | Punti |
| -- | ---------------- | ----- |
| 1. | CSKA Mosca       | 164   |
| 2. | Barcellona       | 163   |
| 3. | Olympiakos       | 154   |
| 4. | Real Madrid      | 148   |
| 5. | Maccabi Tel Aviv | 141   |
| 6. | Panathīnaïkos    | 136   |

| #   | Squadra         | Punti |
| --- | --------------- | ----- |
| 7.  | Anadolu Efes    | 105   |
| 8.  | Málaga          | 100   |
| 9.  | Fenerbahçe      | 99    |
| 10. | Saski Baskonia  | 97    |
| 11. | Žalgiris Kaunas | 95    |
| 12. | Olimpia Milano  | 86    |

- Olimpia Milano aveva una licenza A biennale, ottenuta in premio nel giugno 2012. Eurolega ha comunque confermato la squadra milanese come club con licenza A.[1]
- La licenza A del Montepaschi Siena, è stata revocata per i problemi economici del club.[2]

### Licenza B
|  | Licenza A                |
|  | Licenza B                |
|  | Wild card                |
|  | Torneo di qualificazione |

|     | Paese          | Pos. | Squadra          |
| --- | -------------- | ---- | ---------------- |
| 1.  | Spagna         | 1°   | Barcellona       |
| 2.  | Russia         | 1°   | CSKA Mosca       |
| 3.  | Italia         | 1°   | Olimpia Milano   |
| 4.  | Turchia        | 1°   | Fenerbahçe       |
| 5.  | Lituania       | 1°   | Žalgiris Kaunas  |
| 6.  | Grecia         | 1°   | Panathīnaïkos    |
| 7.  | Francia        | 1°   | Limoges CSP      |
| 8.  | Germania       | 1°   | Bayern Monaco    |
| 9.  | Lega Adriatica | 1°   | Cibona ZagabriaR |
| 10. | Polonia        | 1°   | Turów Zgorzelec  |
| 11. | Lega Adriatica | 2°   | Cedevita Junior  |
| 12. | Spagna         | 2°   | Real Madrid      |
| 13. | Russia         | 2°   | Nižnij Novgorod  |
| 14. | Italia         | 2°   | Mens Sana SienaR |

|     | Paese          | Pos. | Squadra           |
| --- | -------------- | ---- | ----------------- |
| 15. | Turchia        | 2°   | Galatasaray       |
| 16. | Lituania       | 2°   | Neptūnas Klaipėda |
| 17. | Grecia         | 2°   | Olympiakos        |
| 18. | Francia        | 2°   | Strasburgo        |
| 19. | Germania       | 2°   | Alba Berlino      |
| 20. | Lega Adriatica | 3°   | Stella Rossa      |
| 21. | Ucraina        | 1°   | Budivelnyk KievR  |
| 22. | R. Ceca        | 1°   | ČEZ Nymburk       |
| 23. | Belgio         | 1°   | Ostenda           |
| 24. | Israele        | 1°   | Maccabi Tel Aviv  |
| 25. | Bulgaria       | 1°   | Levski SofiaR     |
| 26. | Lettonia       | 1°   | VentspilsR        |
| 27. | Regno Unito    | 1°   | Worcester WolvesR |
| 28. | Polonia        | 2°   | Zielona Góra      |

### Licenza C, sostituzioni e wild card
Per la Regular Season
- Valencia, licenza C come detentore della Eurocup 2013-2014.
- Alba Berlino, licenza B in sostituzione della licenza A del Prokom Gdynia (revocata nel 2013).
- Dinamo Sassari, licenza B in sostituzione della licenza A della Mens Sana Siena (revocata per il fallimento della squadra senese).
- Stella Rossa Belgrado, licenza B in sostituzione della licenza B del Cibona Zagabria (che ha rinunciato alla partecipazione per problemi economici).

Per il torneo di qualificazione
- UNICS Kazan', wild card come miglior classificata della VTB United League 2013-2014 non in possesso di licenza A o B.
- Hapoel Gerusalemme, wild card.
- ASVEL Lyon-Villeurbanne, wild card.
- VEF Riga, wild card in sostituzione della licenza B del Levski Sofia (escluso per mancanza dei requisiti fondamentali).

## Squadre partecipanti
| Spagna (ACB)    | 5 | Barcellona A (1)            | Real Madrid A (2)       | Valencia C (3)      | Málaga A (4) | Saski Baskonia A (6) |
| Turchia (TBL)   | 3 | Fenerbahçe Ülker A (1)      | Galatasaray B (2)       | Anadolu Efes A (5)  |              |                      |
| Russia (VTB)    | 3 | CSKA Mosca A (1)            | Nižnij Novgorod B (2)   | UNICS Kazan' TQ (3) |              |                      |
| Germania (BBL)  | 2 | Bayern Monaco B (1)         | Alba Berlino B (2)      |                     |              |                      |
| Grecia (A1)     | 2 | Panathinaikos A (1)         | Olympiakos A (2)        |                     |              |                      |
| Italia (Lega A) | 2 | Olimpia Milano A (1)        | Dinamo Sassari B (3)    |                     |              |                      |
| Lituania (LKL)  | 2 | Žalgiris Kaunas A (1)       | Neptūnas Klaipėda B (2) |                     |              |                      |
| Croazia (ABA)   | 1 | Cedevita B (2)              |                         |                     |              |                      |
| Francia (Pro A) | 1 | Limoges CSP B (1)           |                         |                     |              |                      |
| Israele (LhA)   | 1 | Maccabi Tel Aviv A (1)      |                         |                     |              |                      |
| Polonia (PLK)   | 1 | Turów Zgorzelec B (1)       |                         |                     |              |                      |
| Serbia (ABA)    | 1 | Stella Rossa Belgrado B (3) |                         |                     |              |                      |

## Sorteggio
Il sorteggio per i gruppi della stagione regolare si è svolto il 10 luglio 2014 a Barcellona. Le squadre sono state suddivise in sei urne secondo l'ordine della classifica ULEB. La squadra proveniente dal turno preliminare è stata inserita nella sesta urna.
| Urna 1                                       | Urna 2                                                              | Urna 3                                                         | Urna 4                                                           | Urna 5                                                               | Urna 6                                           |
| -------------------------------------------- | ------------------------------------------------------------------- | -------------------------------------------------------------- | ---------------------------------------------------------------- | -------------------------------------------------------------------- | ------------------------------------------------ |
| CSKA Mosca Barcellona Olympiakos Real Madrid | Maccabi Tel Aviv Panathinaikos Atene Valencia Anadolu Efes Istanbul | Málaga Fenerbahçe Ülker Saski Baskonia Vitoria Žalgiris Kaunas | Alba Berlino Galatasaray Istanbul Olimpia Milano Nižnij Novgorod | Stella Rossa Belgrado Cedevita Zagabria Bayern Monaco Dinamo Sassari | Turów Zgorzelec Neptūnas Klaipėda Limoges CSP TQ |

## Turno preliminare
Il sorteggio per il tabellone del turno preliminare si è svolto il 10 luglio 2014 a Barcellona.
Squadre partecipanti
- ČEZ Nymburk B (1)
- VEF Riga WC (2)
- Zielona Góra B (2)
- Strasburgo IG B (2)
- Ostenda B (1)
- UNICS Kazan' WC (3)
- Hapoel Gerusalemme WC (3)
- ASVEL Lyon-Villeurbanne WC (7)

| Urna 1                | Urna 2                                     | Urna 3              | Urna 4                     |
| --------------------- | ------------------------------------------ | ------------------- | -------------------------- |
| UNICS Kazan' VEF Riga | Hapoel Gerusalemme ASVEL Lyon-Villeurbanne | ČEZ Nymburk Ostenda | Zielona Góra Strasburgo IG |

Il torneo di qualificazione si è disputato a Ostenda dal 23 al 26 settembre 2014.
|  | Quarti di finale | Quarti di finale | Quarti di finale |       |           | Semifinale   | Semifinale | Semifinale |  |  | Finale | Finale       | Finale |
|  |                  |                  |                  |       |           |              |            |            |  |  |        |              |        |
|  | 1                | UNICS Kazan'     | 90               |       |           |              |            |            |  |  |        |              |        |
|  | 4                | Zielona Góra     | 86               |       |           |              |            |            |  |  |        |              |        |
|  | 4                | Zielona Góra     | 86               |       | 1         | UNICS Kazan' | 82         |            |  |  |        |              |        |
|  |                  |                  |                  |       | 1         | UNICS Kazan' | 82         |            |  |  |        |              |        |
|  |                  | 2                | Hapoel G.        | 71    |           |              |            |            |  |  |        |              |        |
|  | 2                | 2                | Hapoel G.        | 71    | Hapoel G. | 94           |            |            |  |  |        |              |        |
|  | 2                |                  |                  |       | Hapoel G. | 94           |            |            |  |  |        |              |        |
|  | 3                | ČEZ Nymburk      | 84               |       |           |              |            |            |  |  |        |              |        |
|  |                  |                  |                  |       |           |              |            |            |  |  | 1      | UNICS Kazan' | 88     |
|  |                  |                  | 2                | ASVEL | 79        |              |            |            |  |  |        |              |        |
|  | 2                | ASVEL            | 86               |       |           |              |            |            |  |  |        |              |        |
|  | 3                | Ostenda          | 77               |       |           |              |            |            |  |  |        |              |        |
|  | 3                | Ostenda          | 77               |       | 2         | ASVEL        | 74         |            |  |  |        |              |        |
|  |                  |                  |                  |       | 2         | ASVEL        | 74         |            |  |  |        |              |        |
|  |                  | 4                | Strasburgo       | 65    |           |              |            |            |  |  |        |              |        |
|  | 1                | 4                | Strasburgo       | 65    | VEF Riga  | 53           |            |            |  |  |        |              |        |
|  | 1                |                  |                  |       | VEF Riga  | 53           |            |            |  |  |        |              |        |
|  | 4                | Strasburgo       | 82               |       |           |              |            |            |  |  |        |              |        |

## Regular season
Le prime quattro classificate di ciascun gruppo si qualificano per la Top 16.
Le 8 squadre eliminate vengono retrocesse nella Last 32 di ULEB Eurocup.
| Qualificata alla Top 16 |
| Retrocessa in Eurocup   |

### Gruppo A
|    | Squadra                   | G  | V | P | PF  | PS  | DP   | Tie |
| -- | ------------------------- | -- | - | - | --- | --- | ---- | --- |
| 1. | Real Madrid               | 10 | 8 | 2 | 873 | 775 | +98  |     |
| 2. | Anadolu Efes Istanbul     | 10 | 6 | 4 | 723 | 696 | +27  |     |
| 3. | Žalgiris Kaunas           | 10 | 5 | 5 | 714 | 709 | +5   | 3-1 |
| 4. | Nižnij Novgorod           | 10 | 5 | 5 | 764 | 823 | -59  | 2-2 |
| 5. | UNICS Kazan'              | 10 | 5 | 5 | 751 | 721 | +30  | 1-3 |
| 6. | Banco di Sardegna Sassari | 10 | 1 | 9 | 758 | 859 | -101 |     |

### Gruppo B
|    | Squadra                  | G  | V  | P | PF  | PS  | DP   | Tie |
| -- | ------------------------ | -- | -- | - | --- | --- | ---- | --- |
| 1. | CSKA Mosca               | 10 | 10 | 0 | 880 | 718 | +162 |     |
| 2. | Maccabi Electra Tel Aviv | 10 | 7  | 3 | 797 | 783 | +14  |     |
| 3. | Unicaja Málaga           | 10 | 4  | 6 | 763 | 757 | +6   | +2  |
| 4. | Alba Berlino             | 10 | 4  | 6 | 762 | 791 | -29  | -2  |
| 5. | Cedevita Zagabria        | 10 | 3  | 7 | 740 | 789 | -49  |     |
| 6. | Limoges CSP              | 10 | 2  | 8 | 702 | 806 | -104 |     |

### Gruppo C
|    | Squadra                   | G  | V | P | PF  | PS  | DP   | Tie |
| -- | ------------------------- | -- | - | - | --- | --- | ---- | --- |
| 1. | Barcellona                | 10 | 9 | 1 | 861 | 738 | +123 |     |
| 2. | Fenerbahçe Ülker Istanbul | 10 | 8 | 2 | 843 | 787 | +56  |     |
| 3. | Panathinaikos Atene       | 10 | 5 | 5 | 768 | 743 | +25  | +25 |
| 4. | EA7 Emporio Armani Milano | 10 | 5 | 5 | 775 | 795 | -20  | -25 |
| 5. | Bayern Monaco             | 10 | 2 | 8 | 806 | 866 | -60  |     |
| 6. | PGE Turów Zgorzelec       | 10 | 1 | 9 | 773 | 897 | -124 |     |

### Gruppo D
|    | Squadra                           | G  | V | P | PF  | PS  | DP  | Tie |
| -- | --------------------------------- | -- | - | - | --- | --- | --- | --- |
| 1. | Olympiakos Pireo                  | 10 | 8 | 2 | 748 | 711 | +37 |     |
| 2. | Stella Rossa Telekom Belgrado     | 10 | 6 | 4 | 784 | 728 | +56 |     |
| 3. | Laboral Kutxa Vitoria             | 10 | 5 | 5 | 803 | 798 | +5  |     |
| 4. | Galatasaray Liv Hospital Istanbul | 10 | 4 | 6 | 803 | 818 | -15 | +16 |
| 5. | Neptūnas Klaipėda                 | 10 | 4 | 6 | 763 | 857 | -94 | -16 |
| 6. | Valencia                          | 10 | 3 | 7 | 775 | 764 | +11 |     |

## Top 16
Le 16 squadre qualificate sono divise in due gironi di 8 in base alle posizioni conseguite nella Regular Season (senza sorteggio). Si affrontano secondo il classico formato Round-robin con gare di andata e ritorno per un totale di 14 giornate. Le prime quattro classificate di ogni girone ottengono la qualificazione ai Play-off.
| Qualificata ai Play-off |
| Eliminata               |

### Gruppo E
|    | Squadra                           | G  | V  | P  | PF   | PS   | DP   | Tie |
| -- | --------------------------------- | -- | -- | -- | ---- | ---- | ---- | --- |
| 1. | Real Madrid                       | 14 | 11 | 3  | 1224 | 1032 | +192 | +19 |
| 2. | Barcellona                        | 14 | 11 | 3  | 1149 | 1062 | +87  | -19 |
| 3. | Maccabi Electra Tel Aviv          | 14 | 9  | 5  | 1071 | 1072 | -1   |     |
| 4. | Panathinaikos Atene               | 14 | 7  | 7  | 1048 | 1022 | +26  | +4  |
| 5. | Alba Berlino                      | 14 | 7  | 7  | 976  | 1031 | -55  | -4  |
| 6. | Žalgiris Kaunas                   | 14 | 5  | 9  | 1004 | 1075 | -71  |     |
| 7. | Stella Rossa Telekom Belgrado     | 14 | 4  | 10 | 1025 | 1059 | -34  |     |
| 8. | Galatasaray Liv Hospital Istanbul | 14 | 2  | 12 | 1023 | 1167 | -144 |     |

### Gruppo F
|    | Squadra                   | G  | V  | P  | PF   | PS   | DP   | Tie |
| -- | ------------------------- | -- | -- | -- | ---- | ---- | ---- | --- |
| 1. | CSKA Mosca                | 14 | 12 | 2  | 1227 | 1114 | +113 |     |
| 2. | Fenerbahçe Ülker Istanbul | 14 | 11 | 3  | 1126 | 1033 | +93  |     |
| 3. | Olympiakos Pireo          | 14 | 10 | 4  | 1075 | 1007 | +68  |     |
| 4. | Anadolu Efes Istanbul     | 14 | 6  | 8  | 1102 | 1132 | -30  | +2  |
| 5. | Laboral Kutxa Vitoria     | 14 | 6  | 8  | 1071 | 1071 | -9   | -2  |
| 6. | EA7 Emporio Armani Milano | 14 | 4  | 10 | 1083 | 1193 | -110 | 2-0 |
| 7. | Unicaja Málaga            | 14 | 4  | 10 | 1079 | 1140 | -61  | 0-2 |
| 8. | Nižnij Novgorod           | 14 | 3  | 11 | 1121 | 1185 | -64  |     |

## Play-off
Le serie sono al meglio delle 5 partite, secondo il formato 2-2-1: ovvero le gare 1, 2 e 5 si giocano in casa delle teste di serie (prime e seconde classificate della Top 16). La squadra che si aggiudicherà tre gare si qualificherà per la Final Four
| Squadra 1                 | Totale | Squadra 2                | Gara 1 | Gara 2 | Gara 3 | Gara 4 | Gara 5 |
| ------------------------- | ------ | ------------------------ | ------ | ------ | ------ | ------ | ------ |
| Real Madrid               | 3 - 1  | Anadolu Efes Istanbul    | 80-71  | 90-85  | 72-75  | 76-63  |        |
| Barcellona                | 1 - 3  | Olympiakos Pireo         | 73-57  | 63-76  | 71-73  | 68-71  |        |
| CSKA Mosca                | 3 - 1  | Panathinaikos Atene      | 93-66  | 100-80 | 85-86  | 74-55  |        |
| Fenerbahçe Ülker Istanbul | 3 - 0  | Maccabi Electra Tel Aviv | 80-72  | 82-67  | 75-74  |        |        |

## Final Four
Le Final Four si sono svolte al Palacio de Deportes di Madrid dal 15 al 17 maggio 2015.
|  | Semifinali  | Semifinali  | Semifinali |            |             | Finale          | Finale          | Finale          |  |
|  |             |             |            |            |             |                 |                 |                 |  |
|  | Real Madrid | Real Madrid | 96         |            |             |                 |                 |                 |  |
|  | Real Madrid | Real Madrid | 96         |            |             |                 |                 |                 |  |
|  | Fenerbahçe  | Fenerbahçe  | 87         |            |             |                 |                 |                 |  |
|  | Fenerbahçe  | Fenerbahçe  | 87         |            | Real Madrid | Real Madrid     | 78              |                 |  |
|  |             |             |            |            | Real Madrid | Real Madrid     | 78              |                 |  |
|  |             |             | Olympiakos | Olympiakos | 59          |                 |                 |                 |  |
|  | CSKA Mosca  | CSKA Mosca  | Olympiakos | Olympiakos | 59          | 68              |                 |                 |  |
|  | CSKA Mosca  | CSKA Mosca  |            |            |             | 68              |                 |                 |  |
|  | Olympiakos  | Olympiakos  | 70         |            |             | Finale 3º posto | Finale 3º posto | Finale 3º posto |  |
|  | Olympiakos  | Olympiakos  | 70         |            |             |                 |                 |                 |  |
|  |             |             |            |            |             |                 |                 |                 |  |
|  |             |             |            |            |             | Fenerbahçe      | Fenerbahçe      | 80              |  |
|  |             |             |            |            |             | Fenerbahçe      | Fenerbahçe      | 80              |  |
|  |             |             |            |            |             | CSKA Mosca      | CSKA Mosca      | 86              |  |

### Finale
| Arbitri: | Saša Pukl Borys Ryzhyk Ilija Belošević |

|            |            |                      |
| Pablo Laso | Allenatori | Giannīs Sfairopoulos |

| Quintetto titolare | Quintetto titolare | Quintetto titolare | Pt   | Rim  | Ass  |
| ------------------ | ------------------ | ------------------ | ---- | ---- | ---- |
| G                  | 5                  | Rudy Fernández     | 7    | 4    | 2    |
| AG                 | 9                  | Felipe Reyes       | 2    | 1    | 1    |
| C                  | 14                 | Gustavo Ayón       | 2    | 5    | 1    |
| G                  | 20                 | Jaycee Carroll     | 16   | 3    | 0    |
| G                  | 23                 | Sergio Llull       | 12   | 0    | 4    |
| Panchina:          |                    |                    |      |      |      |
| G                  | 4                  | K.C. Rivers        | 5    | 4    | 0    |
| AP                 | 6                  | Andrés Nocioni     | 12   | 7    | 2    |
| P                  | 7                  | Facundo Campazzo   | n.e. | n.e. | n.e. |
| AP                 | 8                  | Jonas Mačiulis     | 9    | 4    | 0    |
| P                  | 13                 | Sergio Rodríguez   | 11   | 3    | 4    |
| C                  | 30                 | Iōannīs Mpourousīs | 0    | 1    | 0    |
| AC                 | 44                 | Marcus Slaughter   | 2    | 4    | 2    |
| Allenatore:        |                    |                    |      |      |      |
| Pablo Laso         |                    |                    |      |      |      |

| Real Madrid |  | Olympiakos |

| Vincitrice Euroleague Basketball 2014-2015 |
| ------------------------------------------ |
| Real Madrid 9º titolo                      |

| Quintetto titolare   | Quintetto titolare | Quintetto titolare | Pt | Rim | Ass |
| -------------------- | ------------------ | ------------------ | -- | --- | --- |
| C                    | 6                  | Bryant Dunston     | 4  | 1   | 2   |
| G                    | 7                  | Vasilīs Spanoulīs  | 3  | 0   | 3   |
| AG                   | 15                 | Giōrgos Printezīs  | 11 | 2   | 3   |
| G                    | 17                 | Vaggelīs Mantzarīs | 1  | 3   | 1   |
| AP                   | 21                 | Tremmell Darden    | 0  | 1   | 0   |
| Panchina:            |                    |                    |    |     |     |
| AG                   | 4                  | Brent Petway       | 2  | 2   | 1   |
| AC                   | 5                  | Othello Hunter     | 10 | 7   | 0   |
| A                    | 9                  | Iōannīs Papapetrou | 0  | 0   | 0   |
| PG                   | 10                 | Kōstas Sloukas     | 10 | 2   | 2   |
| AC                   | 19                 | Dīmītrīs Agravanīs | 0  | 1   | 0   |
| P                    | 20                 | Oliver Lafayette   | 1  | 1   | 2   |
| AP                   | 24                 | Matt Lojeski       | 17 | 2   | 1   |
| Allenatore:          |                    |                    |    |     |     |
| Giannīs Sfairopoulos |                    |                    |    |     |     |

## Premi

### Riconoscimenti individuali
- Euroleague MVP:  Nemanja Bjelica ( Fenerbahçe)[4]
- Euroleague Final Four MVP:   Andrés Nocioni ( Real Madrid)[5]
- Rising Star Trophy:  Bogdan Bogdanović ( Fenerbahçe)[6]
- Euroleague Best Defender:  Bryant Dunston ( Olympiakos)[7]
- Alphonso Ford Trophy:   Taylor Rochestie ( Nižnij Novgorod)[8]
- Aleksandr Gomel'skij Coach of the Year:  Pablo Laso ( Real Madrid)[9]
- Gianluigi Porelli Euroleague Executive of the Year:  Marco Baldi ( Alba Berlino)[10]

### Quintetti ideali
- All-Euroleague First Team:
  -  Vasilīs Spanoulīs ( Olympiakos)
  -  Miloš Teodosić ( CSKA Mosca)
  -  Nemanja Bjelica ( Fenerbahçe)
  -  Felipe Reyes ( Real Madrid)
  -  Boban Marjanović ( Stella Rossa)
- All-Euroleague Second Team:
  -  Nando de Colo ( CSKA Mosca)
  -  Rudy Fernández ( Real Madrid)
  -  Andrew Goudelock ( Fenerbahçe)
  -  Devin Smith ( Maccabi Tel Aviv
  -  Ante Tomić ( Barcellona)